# 10 причин моей ненависти
«10 причин моей ненависти» (англ. 10 Things I Hate About You) — художественный фильм, вольная экранизация пьесы Уильяма Шекспира «Укрощение строптивой».

## Сюжет
Катарина Стрэтфорд учится в школе «Падуя», обладает весьма сложным характером и ненавидит всех парней из школы. Её младшая симпатичная сестра Бьянка пользуется популярностью у мужской части школы. Одновременно она заинтересовывает нового ученика Кэмерона и местного красавчика — модель Джоуи Доннера. Их отец, Уолтер Стрэтфорд, не пускает Бьянку на свидания, так как — «В этом доме действуют два правила. Правило № 1 — никаких свиданий до совершеннолетия. Правило № 2 — никаких свиданий до совершеннолетия». Но когда отец узнаёт, что у Катарины нет парня, то вводит новое правило: Бьянка сможет пойти на свидание, если пойдёт Кэт. Бьянка рассказала Кэмерону о том, что может ходить на свидания, если у Кэт появится парень. Кэмерон затевает вечеринку и подговаривает Джоуи найти парня для Кэт, и тот подкупает местного школьного хулигана Патрика для этого занятия. Патрик пытается ухаживать за Кэт, но у него ничего не выходит, тогда Кэмерон узнаёт у Бьянки все интересы сестры и советует Патрику измениться. Сёстры уходят на вечеринку, где Кэт напивается; и Патрик её приводит в чувство и увозит домой, а Бьянка разочаровывается в Джоуи и просит Кэмерона подвезти до дома.
После вечеринки Кэт обижается на Патрика из-за того, что тот отказался её поцеловать, а Джоуи снова платит ему деньги, потому что приближается выпускной вечер. Ему снова приходится ухаживать за Кэт и он влюбляется. Катарина его прощает, но не хочет идти на вечер. Бьянка умоляет отца отпустить её на выпускной, но все бессмысленно. Тогда Кэт рассказывает историю, что после развода родителей она переспала с Джоуи и после этого они расстались. С тех пор они ненавидят друг друга. В последний момент Кэт решает идти на вечер, а за Бьянкой приезжает Кэмерон. Джоуи в ярости, что Кэмерон с Бьянкой. Он наезжает на Патрика, и Кэт узнаёт, что ему платили.
На следующий день в школе Кэт зачитывает стихотворение под названием «10 причин моей ненависти». В нём она рассказывает, как ей больно от того, что сделал Патрик, и насколько он ей действительно дорог. Патрик тронут её откровением. Кэт выбегает из класса и на парковке находит гитару, которую Патрик купил на деньги, полученные от Джоуи. Кэт его прощает.

## В ролях
| Актёр                | Роль               |
| -------------------- | ------------------ |
| Джулия Стайлз        | Катарина Стрэтфорд |
| Хит Леджер           | Патрик Верона      |
| Джозеф Гордон-Левитт | Кэмерон Джеймс     |
| Лариса Олейник       | Бьянка Стрэтфорд   |
| Ларри Миллер         | Уолтер Стрэтфорд   |
| Эндрю Киган          | Джой Доннер        |
| Дэвид Крамхолц       | Майкл Экман        |

## Критика
На агрегаторе рецензий Rotten Tomatoes рейтинг одобрения составляет 70 % на основе 79 рецензий со средней оценкой 6,2 балла из 10. Консенсус критиков веб-сайта гласит: «Джулия Стайлз и Хит Леджер добавляют сильную игру к неожиданно умному сценарию, поднимая фильм немного выше типичного подросткового». Metacritic присвоил фильму средневзвешенную оценку в 70 баллов из 100, основанную на 26 рецензиях, что указывает на «в целом положительные отзывы». Джефф Эндрю из Time Out похвалил главных героев фильма, заявив: «Стайлз превращается в своего персонажа, а Леджер без особых усилий очарователен».

## Отсылки к пьесе
- У классика заимствован не только сюжет «Укрощение строптивой», но добавлены коллизии «Ромео и Джульетты», топонимические имена из произведений английского драматурга переделаны в имена собственные (Верона, Стрэтфорд). Школа, где учится главная героиня, названа «Падуя», по одноимённому итальянскому городу, где происходили действия пьес Шекспира.
- Цитата, которую произносит Майкл Экман: Sweet love, renew thy force, be it not said Thy edge should blunter be than appetite… (Проснись, любовь! Твоё ли остриё/ Тупей, чем жало голода и жажды?) (в переводе С. Маршака) взята из 56-го сонета Шекспира.
- Фраза Кэмерона («I burn, I pine, I perish» — Горю я, изнываю и погибну) дословно взята из «Укрощения строптивой».

## Призы
- Кинонаграды MTV — прорыв года: актриса (Джулия Стайлз)
- Премия Ассоциации кинокритиков Чикаго — самая многообещающая актриса (Джулия Стайлз[4])